# Kingpin (Matt Murdock)
Kingpin (Matthew Michael Murdock) es un supervillano que aparece en los cómics estadounidenses publicados por Marvel Comics. Fue creado por Jason Latour y Robbi Rodríguez. El personaje debutó en el número 2 de  Edge of Spider-Verse como parte de la historia del cómic "Spider-Verse" de 2014-15 como el archienemigo de  Gwen Stacy / Spider-Woman, continuando con la serie en curso Spider-Gwen que comenzó en 2015. El nombre "Kingpin" es una referencia al título de señor del crimen en la nomenclatura de la jerga de la mafia.
Murdock es una variante de Kingpin y una versión de universo alternativo de Matt Murdock/Daredevil. El vive en la Tierra-65, donde el origen de Murdock es el mismo que el de su homólogo de la Tierra-616, siendo cegado cuando era niño antes de ser entrenado por Stick, igualmente ciego, para perfeccionar sus habilidades físicas y sentidos sobrehumanos adquiridos en consecuencia después del asesinato de su padre Jack, desviando cuando Stick también es asesinado por ninjas que trabajan para La Mano, a quien Murdock luego mata. Impresionado por sus habilidades, la Mano recluta a Murdock para que se convierta en un asesino en Japón, ascendiendo en sus filas antes de ser enviado de regreso a la ciudad de Nueva York, donde recibe un título en derecho y asciende hasta convertirse en el jefe del crimen organizado. Después de que su designado chivo expiatorio y mejor amigo Wilson Fisk es arrestado falsamente por George Stacy como Kingpin, Murdock tiene una crisis de mediana edad y considera el suicidio antes de sentir un espíritu afín en la superheroína (y asesina buscada) Spider-Woman, y decide intentar moldearla en su aprendiz, ejecutora personal y eventual sucesora. Murdock también se involucra románticamente con la directora ejecutiva de S.I.L.K. Cindy Moon, la multimillonaria responsable de los poderes de Spider-Woman.
Una versión joven del personaje hace un cameo silencioso en el largometraje animado de 2018 Spider-Man: un nuevo universo.

## Historial de publicaciones
En la continuidad principal de los cómics que constituyen el Universo Marvel, el abogado ciego Matt Murdock es el superhéroe Daredevil, cuyo archienemigo es el señor del crimen Kingpin. Esta primera versión de Matt Murdock se introdujo en Daredevil #1 (abril de 1964). El concepto de un supervillano de universo alternativo, Matt Murdock, encarnación de Kingpin, fue conceptualizado por primera vez por Jason Latour, después de que el editor de Spider-Man, Nick Lowe, se acercara a él a petición del escritor Dan Slott para escribir un número independiente para el evento "Spider-Verse" de 2014-15, siguiendo a una superheroína de un universo alternativo similar "empoderada-araña Gwen Stacy", concibiendo a Murdock como su némesis, con Robbi Rodríguez se acercaron para diseñar a Murdock y el personaje principal. El personaje debutó en Edge of Spider-Verse #2 el 17 de septiembre de 2014.
En octubre de 2014, Nick Lowe anunció en la New York Comic Con 2014 que se lanzaría una serie en curso de Spider-Gwen, manteniendo a Murdock como su principal antagonista. Murdock apareció luego como el antagonista principal conjunto (junto con la multimillonaria directora ejecutiva de S.I.L.K., Cindy Moon) del crossover de varias partes Spider-Women, comenzando con Spider-Women Alpha #1 y terminando con Spider-Women Omega #1, con ciertos números de Spider-Woman, Silk y Spider-Gwen representa parcialmente la historia intermedia.

## Biografía ficticia

### Primeros años y ascenso al poder
Nacido como hijo del trabajador Jack Murdock y de la asistente legal y actriz Maggie Murdock, el joven Matt Murdock acompaña a su madre a casa desde los ensayos de su nueva obra cuando los dos se ven involucrados en un accidente de camión, lo que deja a Maggie en coma y cegando a Matt, quien descubre que los sentidos que le quedan han desaparecido, ha sido mejorado a niveles sobrehumanos por los químicos que lo cegaron. Para pagar sus facturas médicas, Jack se convierte en boxeador profesional y asciende en sus filas hasta descubrir que sus peleas habían sido manipuladas por el jefe criminal Silvermane. Aunque inicialmente acepta perder el partido por el campeonato a cambio de una recompensa, impulsado por el orgullo y la frustración, Jack noquea a su oponente y gana. Mientras Jack celebra con Matt, Silverman envía a sus hombres a matarlos en venganza, matando a Jack frente a Matt antes de que Matt sea salvado por el justiciero Stick. Stick reconoce sus habilidades y toma a Matt bajo su protección para enfrentarse a los sindicatos criminales de Nueva York. Después de que Stick es asesinado por un ninja empleado por Silvermane prestado por La Mano, Matt mata a los personalmente responsables antes de someterse a la derrota ante sus hermanos. Impresionado por su habilidad, la Mano decide reclutar a Matt y llevarlo a Japón para entrenarlo como asesino, donde se convierte en ciudadano.
Después de muchos años ascendiendo en las filas de la Mano, un temido asesino, apodado un "temerario" por su traje rojo y su máscara, Matt regresa a Nueva York por orden, completando una licenciatura en derecho en la Universidad Empire State, antes de trabajar como empleado local. El jefe criminal Wilson Fisk, matando al ladrón internacional Le Chat Noir, que había robado el primer dólar de Fisk. Al graduarse de la universidad, Matt se convierte en el principal asesor oficial y abogado personal de Fisk, formando un exitoso bufete de abogados y simultáneamente asumiendo el control del inframundo criminal como el capo del crimen, con Fisk sirviendo como gobernante títere en nombre de Matt.

### Edge of Spider-Verse
Después de que Fisk es arrestado como Kingpin por el capitán de la policía de Nueva York, George Stacy, como el chivo expiatorio designado por Matt, Matt continúa dirigiendo el sindicato y su bufete de abogados. Matt, que sufre una crisis de mediana edad como resultado de aburrirse de su poder absoluto y su corrupción moral personal, decide suicidarse. Sin embargo, al ver pasar a la vigilante Spider-Woman (Gwen Stacy), Matt siente con sus sentidos mejorados que ella es un "espíritu afín" para él y decide retrasar el suicidio hasta que pueda ganarse su favor y moldearla como su nueva aprendiz, ejecutora personal y eventual sucesora como Kingpin. Obligado a vengar el encarcelamiento de Fisk y ayudar a Spider-Woman, Matt decide ordenar que el Rhino asesine al Capitán Stacy (que había estado cazando a Spider-Woman por el asesinato de Peter Parker), solo para sorprenderse cuando ella lo rescata. Ambos ignoran que Spider-Woman es la hija de Stacy, Gwen, y le revelan su identidad a su padre al rescatarlo.

### Spider-Gwen
Sospechando una conexión entre Spider-Woman y el Capitán Stacy debido a sus acciones aparentemente contradictorias: Spider-Woman salva a Stacy y posteriormente revierte su postura pública sobre sus acciones, lo que finalmente lleva a su arresto, Matt ordena que el Buitre lo capture después de luchar contra Spider-Woman, antes de enviarlo a verificar su verdadera identidad. Después de que Spider-Woman derrota al Buitre, el bufete de abogados de Matt lo representa para garantizar que no revele su identidad.

#### Reclutando a Spider-Woman
Algún tiempo después, la hija de Le Chat Noir y cantante principal de "Black Cats", Felicia Hardy, le roba el primer dólar a Matt de nuevo, atrayéndolo a una confrontación pública en el Madison Square Garden para vengar la muerte de su padre, haciendo que sus hombres se enfrenten a los hombres de Matt mientras ella pelea personalmente. Matt, casi matándolo antes de que una Spider-Woman interviniera le diera un puñetazo en la cara, salvando la vida de Matt. Impresionado, Matt se presenta formalmente como Kingpin y le ofrece a Spider-Woman un lugar en su organización. Rechazando su oferta, Spider-Woman huye de la escena antes de que llegue la policía, mientras Matt promete volver a verla.
Al confrontar al Capitán Stacy recientemente arrestado con su conocimiento de que su hija es Spider-Woman, Matt le pide su bendición para acogerla como su nueva alumna, a cambio de ofrecerle la asistencia de su bufete de abogados en su defensa y el asesinato de su sucesor en la policía de Nueva York, el Capitán Frank Castle, un policía corrupto a punto de matar a Spider-Woman. Después de que Stacy rechaza el trato de Matt, Matt disuade a sus asesinos, que ya estaban atacando a Castle, antes de contactar a Spider-Woman directamente y ofrecerle trabajar para liberar a su padre a cambio de que ella acepte trabajar con él cuando él lo necesite, con Spider-Woman aceptando el trato, ofreciéndole a Matt sus servicios. Después de que Stacy fuera arrestada por cargos falsos, Murdock se acercó a Gwen y le ofreció un trato: trabajaría para liberar a George si ella le prometía que trabajaría para él. Gwen aceptó el trato y Murdock ofreció su servicio, junto con Spider-Woman ofreciéndole el suyo.
Después de que Spider-Woman se retirara de la lucha contra el crimen y regresara a su identidad civil de Gwen Stacy, supuestamente para evitar tener que seguir las órdenes de Matt, pero en realidad debido a que perdió sus poderes (simulándolos con "potenciadores" y sus lanzadores de telaraña) y sin querer que Matt se entere, Matt irrumpe en una tienda secreta de la prisión de S.H.I.E.L.D. para visitar a su novia Cindy Moon, la multimillonaria directora ejecutiva de S.I.L.K.. Después de provocar que Gwen fuera conducida a una emboscada, hiriéndola y destruyendo sus potenciadores y lanzadores de telarañas, Matt revela su presencia y su conocimiento de sus poderes perdidos, habiendo sido informado por Cindy, quien había diseñado la araña que le había dado superpoderes. Ofreciéndole un excedente de "isótopos de araña radiactivos" a cambio de su servidumbre, lo que le permitiría a Gwen volver a convertirse en Spider-Woman, Matt la convence para que se una a él.

#### Creando a Venom
Para demostrarle su lealtad, Matt le ordena a Spider-Woman que mate al agente rebelde de S.I.L.K. y jefe del crimen Jefferson "Scorpion" Davis y le traiga su cabeza, una orden que ella rechaza. Decepcionado porque Spider-Woman no había cumplido su trato, Matt la hace ir con él a Oscorp para darle una orden alternativa: capturar a su antiguo amigo y cazador de Spider-Woman Harry Osborn / El Lagarto en Madripoor, para transformar a él con la fórmula de Lagarto en su sangre en el simbionte Venom usando los isótopos de Moon, lo que solo permitirá que Gwen vuelva a convertirse en Spider-Woman cuando se combinen, lo que Matt espera usar para corromperla en su forma de pensar. Después de que Spider-Woman se niega a entregarle a Harry a Matt al encontrarlo, él hace que Rhino golpee a su padre hasta casi matarlo en su celda de la prisión, dejándolo en coma, antes de enfrentarse a ella él mismo en Madripoor. Mientras el simbionte envuelve a Gwen, Matt se burla de ella por no aceptar su ayuda, antes de quedarse incrédulo al ver que ella puede resistir su sed de sangre, lo que ella explica que se debe a su música, ya que Matt había mencionado anteriormente que el simbionte era débil para sonar. Mientras Spider-Woman lo agarra por el cuello, Matt, impresionado, revela que le había robado el reloj del portal, lo que le permite acceder al Spider-Verse, que utiliza para abrir un portal a la habitación del hospital de su padre y revelarlo en estado de coma. Matt explica su condición como consecuencia de sus acciones y convence a Spider-Woman para que lo deje ir y ella huye.
Más tarde, mientras Rhino intenta chantajear a Matt para protegerlo con amenazas de revelar que él es el verdadero capo del crimen a menos que le pague dinero para que se calle, Matt se ríe y le dice que sus días están contados debido a su ataque a Stacy, y que hay ni siquiera Kingpin puede hacer nada para protegerlo de su ira, y que su propia caída también es inminente. Molesto por su intento de chantaje, Matt hace que la ubicación de Rhino (en Jack's Pub) se filtre a Spider-Woman y la policía de Nueva York, comprando a Rhino y bebidas borrachas antes de irse a través de un portal cuando Spider-Woman entra en escena para representar su venganza.
Para atar más cabos sueltos después de la muerte de Rhino, Matt hace capturar y torturar al oficial de policía que permitió la paliza de Stacy por su papel en permitir que Rhino atacara al Capitán Stacy. Manteniéndolo inmovilizado en una silla con una katana, mientras muere lentamente en su apartamento, Matt explica su comprensión de "la carga del conocimiento y la guerra interna entre el artista y el artista", informándole que servirá como un "sacerdote" debe confesar, explicando sus orígenes personales y su obsesión con Spider-Woman, deseando enseñarle la lección de que "el poder absoluto corrompe absolutamente". Matt le corta la garganta al oficial y le agradece por escuchar antes de limpiar su espada y girarse para mirar el cielo nocturno, contemplando su portal-vigilancia. Al escuchar gritos afuera, Matt se entera de que un pícaro Frank Castle ha estado asesinando a sus secuaces y prepara a su ninja para la guerra. Matt decide enfrentarse a Castle él mismo y revelarse como Kingpin (en contra de los deseos del representante de la Mano, Otomo) solo para ser interceptado por Spider-Woman, quien le dice que no le permitirá una "muerte fácil" a manos de Castle, y quiere matarlo ella misma. Con una respuesta de "Attagirl", Matt saca su katana y corta sus redes, bajando al techo e informándole que una "muerte fácil" es lo último que quiere. Mientras la pareja lucha, la Capitana América (Samantha T. Wilson) aparece de repente y golpea (y patea) a Matt en la cara, diciéndole a Spider-Woman que ella está consciente de sus crímenes y lo arrestará. Sin embargo, Spider-Woman le rompe el brazo a la Capitana América y la deja inconsciente, antes de agarrar a Matt por el cuello y decirle que "cállate y muere". Satisfecha de haberle enseñado finalmente el significado de "verdadero poder" y de que puede morir sabiendo que no está solo, Spider-Woman decide mantenerlo con vida para fastidiarlo, dejando a Matt a un lado. Algún tiempo después, Matt se enfrenta a la Capitana América mientras se muda de su suite en el ático, profesando ignorancia de su supuesta posición como Kingpin y llamándola un farol en cuanto a S.H.I.E.L.D. al no tener evidencia de su pertenencia a la Mano, antes de "reflexionar" dónde podría haber ido Spider-Woman.

#### Guerra con la Mano
Algún tiempo después, en una conferencia telefónica con los líderes de la Mano, Matt los desafía abiertamente después de que lo reprenden por ponerlos en riesgo de exposición a través de sus conflictos públicos, antes de prepararse para enfrentar al ninja que enviarán para asesinarlo. Algún tiempo después, Matt, cubierto de cortes y apuñalado en el estómago por una katana, desangrándose lentamente, derriba a un escuadrón de ninjas enviado para asesinarlo. Cuando Spider-Woman llega a la escena, burlándose de la caída de su imperio criminal, y cada uno comenta sobre las obsesiones del otro con el otro, Matt saca la espada de su abdomen y señala que podría haberse ido en cualquier momento con el vigilancia del portal, pero se quedó para enseñarle cómo el poder corrompe; Spider-Woman, en cambio, se burla de Gwen y se burla de Matt por mentirse a sí mismo y querer en secreto que lo detengan. por estar tan aburrido y vacío que sólo interesa la miseria de los demás, y por creerse enjaulado cuando es la persona más libre del mundo. Enfurecido, Murdock la ataca en otro intento de que la mate, antes de activar la música lo suficientemente alta como para incapacitar a Matt y eliminar su simbionte de su cuerpo.
Al notar su terror percibido al estar tan abrumado y ahogado, Spider-Woman le dice a Matt que saber que el sonido era la debilidad del simbionte también lo mostraba en su propio nivel, y que en algún nivel quería que ella se diera cuenta de eso y lo detuviera. Al apagar la música, Gwen afirma que el mundo ahora sabe la verdad sobre ambos y que su amor por sus amigos fue lo que la ayudó a domesticar verdaderamente al simbionte, transformándolo en una réplica de su disfraz original. Al pedirle a Matt una razón para no matarlo, blandiendo su brazo como una garra, Matt le informa que nunca se rendirá ni a ella ni a la Mano, diciéndole que lo mate o nunca dejará de atormentarla. Gwen retira sin contemplaciones su reloj de portal y le dice a Matt que él ha elegido su destino antes de dejarlo esperando a que llegue el ninja y acabe con su vida. Años más tarde, Gwen hace referencia a que Matt mató a todos los asesinos que la Mano había enviado, antes de entregarse a la custodia de S.H.I.E.L.D.

## En otros medios

### Película
- En el clímax de la película de 2018 Spider-Man: un nuevo universo, un joven Matt Murdock de la dimensión hogareña de Gwen Stacy aparece en un cameo de "huevo de Pascua" durante la escena final de pelea de trenes de Miles Morales con Kingpin, como alternativo hijo adoptivo del universo de Kingpin, visto entre varias versiones de realidad alternativa de su familia fallecida. Un Matt mayor también aparece caminando detrás de Gwen en una calle durante su montaje introductorio de origen "por última vez" al principio de la película,[36] mientras que el Matt nativo de la dimensión de Miles aparece en un cameo durante el primer acto como el abogado de Kingpin.[37]
  - Murdock también aparecerá en un spin-off centrado en mujeres de Spider-Man: un nuevo universo.[38]

## Recepción
Screen Rant elogió a Kingpin Matt Murdock como "una de las variantes más fascinantes" del personaje en Marvel Comics, mientras que la revista Escapist lo elogió como "fácilmente el remix más inquietante del elenco [de Spider-Gwen], erigiéndose como el nuevo Kingpin del Crimen mientras muestra un nihilismo ateo inherente al mundo que se fusiona con sus orígenes tradicionales para presentar una figura escalofriante rebosante con malicia", y Comic Book Resources también expresó mayor interés en que el personaje se incluya en las próximas películas Spider-Man: Across the Spider-Verse y Parte II luego de las apariciones del personaje en Into the Spider-Verse.